# UBI TU GAIUS EGO GAIA
Ubi tu Gaius ego Gaia war der Überlieferung nach die Formel, die im Rahmen einer römischen Hochzeitszeremonie von der Braut gesprochen wurde. Der Gebrauch der Formel beschränkte sich auf die Manusehe.
Die Formel ist nur von Plutarch in seinen Römischen Untersuchungen auf Griechisch überliefert und lautet da:
ὄπου σὺ γάιος ἐγὼ γαῖα.
Sie scheint authentisch zu sein, da Cicero und Quintilian darauf Bezug nehmen.
Übersetzt lautet die Formel ungefähr: „Wo du (ein) Gaius bist, bin ich (eine) Gaia“. Über die genaue Bedeutung spekulierte schon Plutarch: er meint, Gaius und Gaia könnten Platzhalter in Form besonders gebräuchlicher Namen sein, so wie man in konstruierten Rechtsfällen von „Herrn Maier“ und „Herrn Müller“ redet, oder es könne an eine besonders geehrte Frau namens Gaia erinnern, beispielsweise die Gaia Caecilia, die Frau des Lucius Tarquinius Priscus, des sagenhaften fünften Königs von Rom.
Für Cicero scheint die Bedeutung ebenfalls unklar, er äußert sich etwas verächtlich über Leute, die meinen, in irgendeinem alten Buch gelesen zu haben, dass früher alle Frauen Gaia hießen.
Gary Forsythe hat die Formel von einem rekonstruierten archaischen Adjektiv gaia (zu lateinisch gaudere  ‚sich freuen‘) abzuleiten versucht. Danach wäre die Bedeutung: „Wo Du Glück findest, werde auch ich Glück finden.“
Als Anhang zu Factorum et dictorum memorabilium libri novem des Valerius Maximus ist eine kurze anonyme Schrift Liber de praenominibus („Über die Vornamen“) überliefert, worin der Autor eigentlich allen Deutungen Stütze gibt. Er sagt nämlich,
- dass die Wurzel des Namens Gaius das gaudium, die Freude der Eltern über die Geburt des Kindes sei,[4]
- dass der Name Gaia der verbreitetste Frauenname und daher stellvertretend für Frau schlechthin geworden sei, und
- er benennt die Gaia Caecilia, die als eine gute Spinnerin beispielgebend für alle Frauen gewesen sei.

Daher, wenn die in das Haus des Bräutigams eintretende Braut gefragt werde, wer sie sei, antworte sie: „Ich bin [eine] Gaia“.
Versuche, die Formel aus dem Griechischen abzuleiten, also γάιος (Gaios) und γαῖα (Gaia) als griechische Wörter zu interpretieren, scheitern, da zwar Gaia als Erdboden und „Mutter Erde“ schlechthin wohlbekannt ist, eine entsprechende Bedeutung von Gaios aber nicht recht belegt ist. Vielmehr ist γαιος die übliche griechische Umschrift des römischen Namens Gaius.